# Grootkopmodderschildpad
De grootkopmodderschildpad (Claudius angustatus) is een schildpad uit de familie modder- en muskusschildpadden (Kinosternidae).

## Naamgeving en indeling
De grootkopmodderschildpad is de enige soort uit het monotypische geslacht Claudius. De soort werd voor het eerst wetenschappelijk beschreven door Edward Drinker Cope in 1865. Later werd de wetenschappelijke naam Claudius megalocephalus gebruikt.

## Uiterlijke kenmerken
De maximale schildlengte is 16,5 centimeter. Het schild heeft drie lengtekielen die vooral bij juvenielen goed zijn te zien, ook hebben juvenielen een gele schildrand en gele vlekken op de kop. Het schild is vrij klein, en steekt niet uit, het buikschild is veel kleiner dan bij veel andere soorten en nog geen derde van het oppervlak van het rugschild. Volwassen dieren hebben een enigszins ovaal en glad schild, dat groen tot bruin van kleur is, de gele kleuren verdwijnen. De kleuren en patronen kunnen vrij sterk verschillen, ondanks het ontbreken van ondersoorten. Bij veel exemplaren bepalen voornamelijk de algen die op het schild groeien de kleur, zeker bij oudere dieren. Onder de kin zijn twee baarddraden aanwezig die echter kort zijn en moeilijk te zien.

## Verspreiding en habitat
Net zoals de meeste modderschildpadden leeft deze soort in Midden-Amerika, in Belize, noordelijk Guatemala en in Mexico in de staten Chiapas, Oaxaca en Veracruz. Vroeger werd ook de Mexicaanse staat Yucatán beschouwd als deel van het verspreidingsgebied, maar het is onduidelijk of de soort daar (nog) voorkomt. Laaggelegen gebieden als ondergelopen weilanden hebben de voorkeur. Omdat de soort klein blijft en niet zo'n hard schild heeft, wordt de schildpad voornamelijk in ondiepe wateren aangetroffen, uit de buurt van krokodillen die een belangrijke vijand zijn.

## Levenswijze
Ondanks dat de grootkopmodderschildpad met een maximale schildlengte van nog geen 17 centimeter maar een klein schildpadje is, staat de soort bekend om de zeer venijnige beet die men nog lang zal heugen. De kop is relatief groot en doet denken aan soorten uit de familie bijtschildpadden (Chelydridae), de bovenkaak is haakvormig en scherp. Van in gevangenschap gehouden dieren is wel bekend dat ze wat tammer worden en zich laten oppakken zonder dat men voor de vingers hoeft te vrezen. De soort is vrij sterk aan water gebonden maar wordt soms op het land aangetroffen, er is ook bekend dat de schildpad zich ingraaft in de modder en zo een soort zomerslaap (aestivatie) houdt.
Zoals alle modderschildpadden maken planten geen of een zeer klein deel uit van het menu en leeft de schildpad carnivoor. Op het menu staan allerlei in het water levende dieren zoals vissen, amfibieën, slakken en wormen.